# Quinto Cecílio
Quinto Cecílio (em latim: Quintus Caecilius) foi um político da gente Cecília eleito tribuno da plebe em 439 a.C.